# Социјалистичка партија Југославије
Социјалистичка партија Југославије (СПЈ) је била социјалистичка странка у Краљевини Југославији. Основана је 18. децембра 1921. године, од стране Социјалистичке радничке партије Југославије (СРПЈ, центрумаши), Југословенске социјалдемократске странке (ЈСДС) и Социјалдемократске странке Југославије (ССЈ). До 1928. године превласт у руководству је имала „реформистичка десница” предвођена Витомиром Кораћем, када је смењена од стране „центрумашке” групе др Живка Топаловића. Била је противник КПЈ у радничком покрету Југославије између два светска рата.

## Оснивање
Социјалистичка партија Југославије основана је од стране Социјалистичке радничке партије Југославије, Југословенске социјалдемократске странке и Социјалдемократске странке Југославије.
Социјалдемократска странка Југославије (ССЈ) је формирана на Конференцији у Загребу од 2. до 3. априла 1920. године. Ова странка настала је од присталица Витомира Кораћа из Хрватске, Босне и Херцеговине и Војводине. Овој партији приступили су и остаци Социјалдемократске странке Хрватске и Славоније.
На ванредној скупштини Југословенске социјалдемократске странке (ЈСДС), тзв „Мариборска скупштина”, одржана у Марибору од 11. до 13. априла 1920. године, на којој су присуствовали делегати социјалистичких организација из Цеља, Птуја и Марибора, преовлађивали су погледи да се ступи у уједињење са (СРПЈ(к) и изабран је нови Извршни одбор, из ког су избачени десничари. Потом је 13. априла у Љубљани одржан састанак новог и старог руководства, на ком је посредовао Филип Филиповић. Иако је на састанку било одлучено да се ЈСДС уједини са СРПЈ(к), до тога није дошло, а присталице новог руководства су напустиле странку и пришле СРПЈ(к).
Након Вуковарског конгреса КПЈ тзв „центрумашка” струја у КПЈ изнела је оптужбе на рачун Вуковарског конгреса и руководства КПЈ и оптужили Коминтерну да спроводи расцеп у међународном радничком покрету. Центрумашка група је одлуком ЦПВ КПЈ од 10. децембра 1920. године искључена из Партије. 27. и 28. марта 1921. године у Београду одржана је Земаљска социјалистичка конференција на којој је организована Социјалистичка радничка партија Југославије (СРПЈ). У њу су тада ушле центрумашке групе из Србије и Босне и Херцеговине и део Немаца социјалиста из Баната. Конференцији су присуствовали и делегати Југословенске социјалдемократске странке (ЈСДС), али они нису ступили у ови партију, као ни центрумаши из Хрватске (који су напустили КПЈ после Вуковарског конгреса). Крајем маја Партији су приступили и центрумаши из Хрватске.
1. и 2. августа у Београду одржан је састанак представника Југословенске социјалдемократске странке, Социјалдемократске странке Југославије и Социјалистичке радничке партије Југославије на ком је створена Социјалистичка заједница Југославије. Они су тада потписали „Протокол споразума социјалистичких партија Југославије” којим се утврђени принципи и тактика заједничког деловања до дефинитивног уједињења ових партија. У циљу уједињења формиран је Одбор уједињења који је радио на усаглашавању ставова и изради нацрта Програма, Статута и других докумената нове странке.
До уједињења ових странака дошло је 18. децембра 1921. године када је у Београду одржан Конгрес и створена је Социјалистичка партија Југославије (СПЈ).
На Првом конгресу, септембра 1923. године, СПЈ је приступила Радничкој и социјалистичкој интернационали, усвојила програм којим је прогласила да су реформе и дуготрајна легална класна борба једини пут у социјализам, затражила унитаристичку парламентарну републику Југославију са широким самоуправама, заложила се за аграрну реформу и друго.

## Међународно чланство
Била је чланица Радничке и социјалистичке интернационале између 1923. и 1929, и поновно између 1934. и 1940. године.

## Страначка штампа
Странка је објављивала седмичник „Радничке новине” (Београд). Остали седмични листови су били „Делавец” (Љубљана), „Делавска Политика” (Марибор) и „Радничке новине” (Загреб). Странка је објављивала сваких пола месеца у Марибору лист „Volksstimme” (Глас народа), на немачком језику.

## Даљи развој
СПЈ се одржавала захваљујући чврстим упориштима у радничким социјалним установама и синдикатима. Почетком 1928. године имала је око 4.000 чланова, од којих око 300 жена. Омладинска организација странке имала је око 1.500 чланова. Учествовала је на скупштинским изборима 1923. године, добивши два мандата, 1925. и 1927. године, са једним мандатом. Странка је добила око 25.000 гласова на општинским изборима 1927. године и освојила око 100 места у локалним скупштинама широм земље. На парламентарним изборима исте године изабран је један кандидат странке, Јосиф Петејан.
Стално је имала негативан став према свим бољшевичко-комунистичким покретима, сматрајући их теоријском и практичном девијацијом.
СПЈ је развијала сарадњу са грађанском опозицијом. На скупштинским изборима 1938. године, кандидати СПЈ су учествовали на листи опозиционог блока, чији је носилац био Влатко Мачек. На основу политике народних фронтова, сарађивали су и са комунистима, у оквиру синдикалног покрета УРС, али у марту 1940, под утиском рата између СССР и Финске, даља сарадња је оцењена немогућом.
Током Другог светског рата, део предратног чланства СПЈ сврстао се уз Јединствени народноослободилачки фронт Југославије, који је постао део Народноослободилачког покрета Југославије, док је страначки функционер Живко Топаловић постао близак сарадник Драгољуба Михаиловића.